# Borneogryllacris melanocrania
Borneogryllacris melanocrania är en insektsart som först beskrevs av Heinrich Hugo Karny 1929.  Borneogryllacris melanocrania ingår i släktet Borneogryllacris och familjen Gryllacrididae. Inga underarter finns listade i Catalogue of Life.